# Peter Backé
Peter Backé (* 8. Mai 1816 in Mainz; † 23. Oktober 1886 in Darmstadt) war ein hessischer Politiker und ehemaliger Abgeordneter der 2. Kammer der Landstände des Großherzogtums Hessen.
Peter Backé war der Sohn des Weinhändlers Nikolaus Backé und dessen Frau Elisabeth, geborene Nicolai. Peter Backé, der katholischen Glaubens war, heiratete am 1. Februar 1846 Maria Magdalena, geborene Bieger.
Peter Backé schlug eine Beamtenkarriere ein. Er war Oberfinanzkammer-Sekretariatsakzessist, ab 1843 Akzessist bei der Kalkulatur der 2. Sektion der Oberfinanzkammer. 1849 wurde Registrator bei der Oberforst- und Domänendirektion und ab 1850 in gleicher Funktion bei der Rechnungskammer. 1851 stieg er zum Sekretär beim Rechnungskammerkolleg auf und war 1852 in gleicher Funktion bei der Brandversicherungskommission und 1853 bei der Staatsschuldentilgungskassendirektion tätig. 1856 wurde er Assessor mit Stimme bei der Oberrechnungskammer und 1858 dort zum Ober-Rechnungsrat ernannt. Ab 1862 war er Mitglied der Brandversicherungskommission, bevor er am 9. September 1879 pensioniert wurde.
Von 1866 bis 1872 war er als konservativer Abgeordneter Mitglied der 2. Kammer der Landstände. Er wurde im Wahlbezirk Starkenburg 12/Bensheim gewählt.